# バルダー・プライムル
バルダー・プライムル（Baldur Preiml、1939年7月8日 - 2025年1月27日）はオーストリア、ケルンテン州Bruggen出身の元スキージャンプ選手、指導者。

## プロフィール
Gmündの中学校に通っているときにクラスメートに誘われてジャンプを始めた。
始めてまもなく地区のチャンピオンとなる。
1954年にKärntnerのトレーニングコースにおいて同年代の選手を破り、
1958年と1959年にオーストリアジュニア選手権を制した。
1959-1960シーズンにナショナルチームの一員となり、1963年に国際大会で初優勝（スイス・サンモリッツ）、1963-
1964シーズンのジャンプ週間インスブルック大会で優勝、同週間総合3位となった。しかしながら地元開催のインスブルックオリンピックでは70m級13位、90m級18位と振るわなかった。
4年後の1968年グルノーブルオリンピック70m級で銅メダルを獲得、これを花道に現役を引退した。
引退後、歴史を専攻し、1970年から1976年までシュタムスのスキー専門学校で歴史の教師とスキーコーチとして働いた。
カール・シュナーブル、ルパート・ギュルトラー、アルフレッド・プングらが最初の教え子で翌年にはアントン・インナウアー、アロイス・リップブルガーらが教え子となった。
プライムルは当時最先端であった東ドイツのスポーツ理論・トレーニング法などを熱心に教えた。
彼の指導によりオーストリアのジャンプ界は世界をリードする存在となった。
1975年にナショナルチームのヘッドコーチに就任、アントン・インナウアー、カール・シュナーブル、アロイス・リップブルガー、ウィリ・ピュルストル、ラインホルト・バハラー、ハンス・ミロニヒ、エディ・フェーデラー、アルフレッド・プング、ルドルフ・ヴァナー、ウォルター・シュワブル、ハンス・ヴァルナーなど多くの有力な選手を擁して黄金時代を築いた。
1987年から1991年はオーストリア教育・科学・文化省のスポーツ部門長を務めた。現在は食事と運動を通じた健康増進の啓蒙を国際シンポジウムや会議で行っている。
2025年1月27日、シュピッタル・アン・ダー・ドラウで死去。85歳没。